# Kontrabasssaxophon

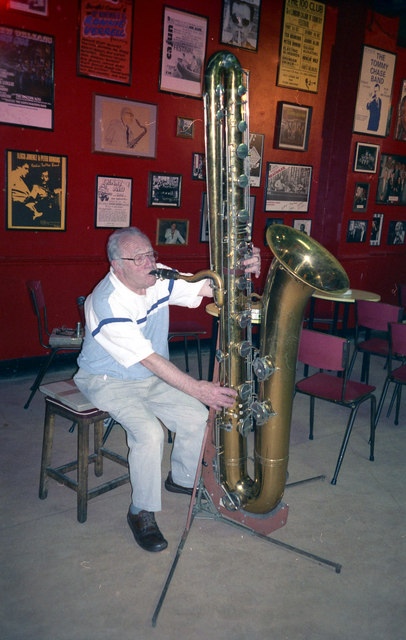
Harry Gold mit einem Kontrabasssaxophon

Das Kontrabasssaxophon ist eines der tiefsten Instrumente der Saxophonfamilie. Es ist sehr groß (doppelte Rohrlänge und doppelter Rohrdurchmesser im Vergleich zum Baritonsaxophon, 1,9 m hoch) und schwer (etwa 20 kg). Die Grundstimmung ist in Es gestimmt, eine Oktave unter dem Baritonsaxophon.

## Geschichte
Das Kontrabasssaxophon war Teil der ursprünglichen, von Adolphe Sax geplanten Saxophonfamilie und wurde in sein Saxophonpatent von 1846 mit einbezogen. Bis 1849 führte Sax Saxophone vom Kontrabasssaxophon bis zum Sopraninosaxophon auf Ausstellungen vor. Der erste bekannte Einsatz im Orchester war in Jules Massenets Opern La Vierge von 1879 und Hérodiade von 1881. Patrick Gilmore verwendete 1892 in seiner Band ein Kontrabasssaxophon und von Evette-Schaeffer wurde Anfang der 1920er Jahre mindestens ein Dutzend Kontrabasssaxophone für amerikanische Militärkapellen hergestellt. Saxophonensembles waren zu jener Zeit beliebt und das Kontrabasssaxophon war eine ins Auge springende Neuheit für die Gruppen, die eines beschaffen konnten. Mit dem Beginn der Großen Depression endete die hohe Nachfrage nach Saxophonen und das Kontrabasssaxophon verschwand aus dem Blickfeld der Öffentlichkeit.

## Moderne Instrumente
In den letzten Jahren gab es wieder ein Wiederaufleben der Nachfrage nach Kontrabasssaxophonen. In geringen Stückzahlen produzieren drei Hersteller wieder Kontrabasssaxophone: Benedikt Eppelsheim in München Romeo Orsi in Mailand und J’Elle Stainer in São Paulo, Brasilien.

## Klang und Verwendung
Der Klang des Kontrabasssaxophons ist stark von Spieler, Mundstück und Blatt abhängig. In den mittleren und oberen Tonlagen klingt es warm, voll und ausdrucksstark. Da die tiefsten Töne sehr langsam schwingen (wie z. B. auch beim Kontrafagott) kann es für Zuhörer schwierig sein, im unteren Bereich des Tonumfangs einzelne Töne wahrzunehmen, anstatt einer Melodie wird eine Reihe von rasselnden Tönen, die kaum einer bestimmten Tonhöhe zuzuordnen sind wahrgenommen. Werden diese Töne jedoch gleichzeitig mit einem anderen Instrument in einer höheren Oktavlage gespielt, lassen sich die Töne wieder eindeutig wahrnehmen und weisen eine enorme Präsenz auf. In einigen Gruppen spielt das Kontrabasssaxophon die gleiche Stimme wie das Baritonsaxophon, entweder in der gleichen Oktave oder eine Oktave tiefer.
Obwohl es nur wenige Orchesterwerke für Kontrabasssaxophon gibt, führte die steigende Zahl der Kontrabasssaxophonisten zu einer wachsenden Zahl an Werken. Es ist insbesondere eine wirkungsvolle Basis für Saxophonensembles. Beispielsweise spielte der bedeutende Saxophonist Sigurd Rascher (1907–2001) das Instrument in seinem Saxophonensemble und es ist auf den meisten Alben des Nuclear Whales Saxophone Orchestra vertreten. Einige moderne Werke für Orchester mit Kontrabasssaxophon wurden von Adam Gilberti geschrieben.

## Spieler
Das Kontrabasssaxophon wurde meist als Soloinstrument im Bereich des Jazz und der Improvisationsmusik eingesetzt, um einen besonderen Klang zu erzeugen. Größe und Gewicht erschweren das Spielen von Kontrabasssaxophonen. Bei älteren Instrumenten wird dies durch den hohen Luftverbrauch noch zusätzlich erschwert. Dank der Verbesserungen im Lauf der Zeit sind moderne Kontrabasssaxophone aber kaum schwerer zu spielen als andere Saxophone.
Die Zahl der Spieler wächst, unter anderem wird das Kontrabasssaxophon verwendet von Christoph Pepe Auer Anthony Braxton, Paul Cohen, David Brutti, Jay C. Easton, Randy Emerick, Blaise Garza, Marcel W. Helland, Robert J. Verdi, Joseph Donald Baker, Thomas K. J. Mejer, Scott Robinson, Klaas Hekman, Daniel Gordon, Daniel Kientzy und Todd A. White. Es wird ebenfalls in einigen Ensembles verwendet, darunter das Raschèr Saxophonorchester Lörrach und die Kölner Saxophon Mafia.